# Ambasciatori di Magonza presso la dieta del Sacro Romano Impero

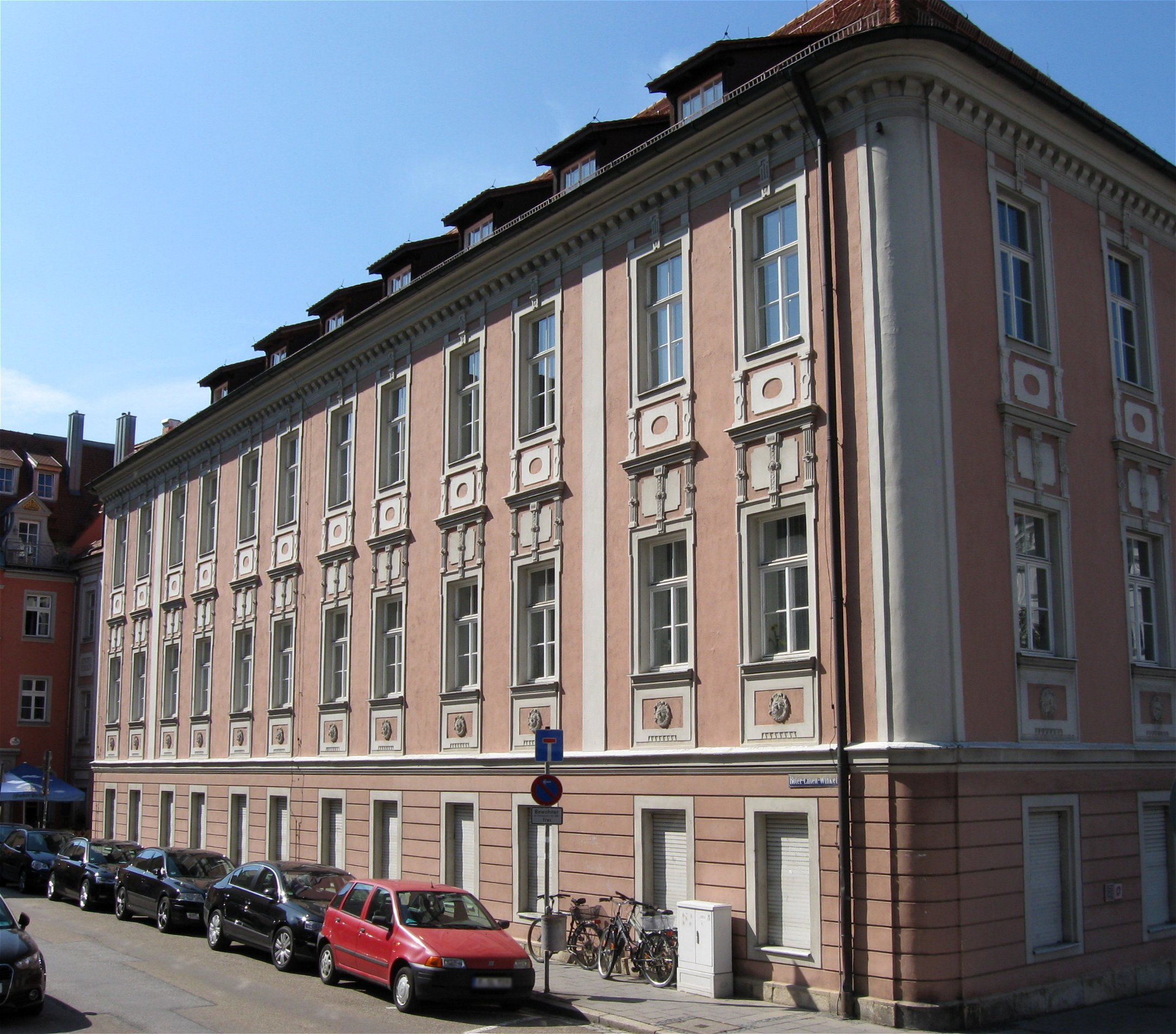
Palazzo Äußere, sede dell'ambasciata di Magonza presso il Sacro Romano Impero a Ratisbona, Emmeramsplatz n.8

L'ambasciatore di Magonza presso la dieta del Sacro Romano Impero era il primo rappresentante diplomatico del principato arcivescovile di Magonza presso la dieta del Sacro Romano Impero.
Le relazioni diplomatiche iniziarono ufficialmente nel 1662 e terminarono con la dissoluzione del Sacro Romano Impero nel 1806.

## Principato arcivescovile di Magonza
- 1662–1677: Johann Franz Hettinger
  - 1662–1663: Sebastian Wilhelm Mehl, chargé d'affaires
  - 1663: Hugo Eberhard Cratz von Scharfenstein, chargé d'affaires
  - 1663–1664: Johann Christian von Boyneburg, chargé d'affaires
  - 1664–1666: Konstantin von Bertram, chargé d'affaires
  - 1665: Georg Franz von Schönborn, chargé d'affaires
  - 1666–1672: Franz Konrad von Stadion, chargé d'affaires
- 1677–1682: Arnold von Hörnigk
- 1681–1700: Johann Caspar Scheffer
  - 1682: Johann Georg Schalhard, chargé d'affaires
  - 1685–1689: Hermann Raban von Bertram, chargé d'affaires
  - 1690–1692: Heinrich Heuwel, chargé d'affaires
- 1701–1737: Ignaz Anton von Otten
- 1730–1744: Johann Friedrich Kaspar von Otten
- 1744–1779: Philipp Wilhelm Albrecht von Lyncker und Lützenwick
- 1780–1784: ? von Hauser
- 1784–1789: Maximilian Joseph Karg von Bebenburg
- 1789–1796: Gottlieb August Maximilian von Strauß
- 1796–1802: Andreas von Steigentesch
- 1802–1806: Franz Joseph von Albini

1806:Chiusura dell'ambasciata